# Watt
Wattul (watt pronunțat [vat], plural wați) este unitatea de măsură pentru putere în Sistemul internațional de unități.

## Definire
Wattul exprimă energia transferată sau lucru mecanic efectuat în unitatea de timp de o secundă:
{\displaystyle 1\ \mathrm {W} =1\ {\dfrac {\mathrm {J} }{\mathrm {s} }}=1\ {\dfrac {\mathrm {kg} \cdot \mathrm {m^{2}} }{\mathrm {s^{3}} }}}
De asemenea, un conductor electric absoarbe o putere electrică de 1 W, atunci când este străbătut de un curent electric  de 1 amper la o tensiune  de 1 volt.

## Multipli în SI
| Multiplu | Nume       | Simbol |       | Multiplu   | Nume | Simbol |
| -------- | ---------- | ------ | ----- | ---------- | ---- | ------ |
| 100      | watt       | W      |       |            |      |        |
| 101      | decawatt   | daW    | 10–1  | deciwatt   | dW   |        |
| 102      | hectowatt  | hW     | 10–2  | centiwatt  | cW   |        |
| 103      | kilowatt   | kW     | 10–3  | milliwatt  | mW   |        |
| 106      | megawatt   | MW     | 10–6  | microwatt  | µW   |        |
| 109      | gigawatt   | GW     | 10–9  | nanowatt   | nW   |        |
| 1012     | terawatt   | TW     | 10–12 | picowatt   | pW   |        |
| 1015     | petawatt   | PW     | 10–15 | femtowatt  | fW   |        |
| 1018     | exawatt    | EW     | 10–18 | attowatt   | aW   |        |
| 1021     | zettawatt  | ZW     | 10–21 | zeptowatt  | zW   |        |
| 1024     | yottawatt  | YW     | 10–24 | yoctowatt  | yW   |        |
| 1027     | ronnawatt  | RW     | 10-27 | rontowatt  | rW   |        |
| 1030     | quettawatt | QW     | 10-30 | quectowatt | qW   |        |

## Origine
Denumirea unității de măsură este dată după numele lui James Watt.